# 京王ITソリューションズ
株式会社京王ITソリューションズ（けいおうアイティーソリューションズ、英文社名：KEIO INFORMATION TECHNOLOGY SOLUTIONS Co.,Ltd）は、東京都調布市に本社を置く京王グループのIT企業。京王電鉄の完全子会社。本社は京王線調布駅前の京王調布小島町ビルに入居し、東京都渋谷区幡ヶ谷にシステムセンターが所在する。

## 概要
京王グループの基幹回線の受注と共に、ネットワーク設計と構築、IT総合コンサルティング、インターネット接続事業、サーバレンタルを執り行っている。光ファイバーケーブルの賃貸窓口業務、コンサルタント事業、無線LANの技術的バックアップ、業務用アプリケーションソフトの設計・開発・運用、ネットワーク（イントラネット、インターネット）の設計開発・導入、ハウジングサービス・ホスティングサービス、パソコン・プリンター等機器の購入斡旋および導入補助を行う。

## 沿革
京王ネットワークコミュニケーションズ
- 2001年4月2日：京王電鉄の100%子会社として、株式会社京王ネットワークコミュニケーションズを設立。
- 2001年5月25日：第一種電気通信事業の許可を受ける。
- 2004年7月1日：NTTコミュニケーションズ株式会社と相互接続開始。

京王情報システム
- 2002年6月3日：京王電鉄情報システム部からの業務を引き継ぎ、京王電鉄の100%子会社として、京王情報システム株式会社を設立。

京王ITソリューションズ
- 2007年4月1日：株式会社京王ネットワークコミュニケーションズを存続会社とする合併を行い、株式会社京王ITソリューションズへ社名変更。

2017年3月6日：本社を京王電鉄本社ビル6階（東京都多摩市関戸1丁目9-1）から京王調布小島町ビル5階へ移転。